# Bisdom Puerto Escondido
Het bisdom Puerto Escondido (Latijn: Dioecesis Portus Abditi) is een rooms-katholiek bisdom met als zetel Puerto Escondido, in Mexico. Het bisdom is suffragaan aan het aartsbisdom Antequera. 

## Geschiedenis
Het bisdom werd opgericht op 8 november 2003, uit delen van het aartsbisdom Antequera.

## Parochies
Het bisdom had in 2021 een oppervlakte van 13.221 km2 en telde 672.568 inwoners waarvan 80,0% rooms-katholiek was.

## Bisschoppen
- Eduardo Cirilo Carmona Ortega (8 november 2003 - 27 juni 2012)
- Pedro Vázquez Villalobos (31 oktober 2012 - 10 februari 2018)
- Florencio Armando Colín Cruz (16 februari 2019 - heden)

Antequera (aartsbisdom) · Huautla (territoriale prelatuur) · Mixes (territoriale prelatuur) · Puerto Escondido · Tehuantepec · Tuxtepec